# Ligyrus adoceteus
Ligyrus adoceteus är en skalbaggsart som beskrevs av Brett C.Ratcliffe och Ronald D. Cave 2010. Ligyrus adoceteus ingår i släktet Ligyrus och familjen Dynastidae. Inga underarter finns listade i Catalogue of Life.